# Нзерекоре
Нзерекоре (нко ߒߛߙߍߜߘߺߍ߬, фульф. 𞤟𞤫𞤪𞤫𞤳𞤮𞤪𞤫, фр. Nzérékoré) — найбільше місто регіону Лісова Гвінея на південному сході Гвінеї. Адміністративний центр однойменної провінції та третє за величиною місто в країні (після Конакрі та Канкана). Є центром торгівлі й видобутку срібла.

## Клімат
Місто знаходиться у зоні, котра характеризується кліматом тропічних саван. Найтепліший місяць — березень із середньою температурою 27.2 °C (81 °F). Найхолодніший місяць — липень, із середньою температурою 23.9 °С (75 °F).
| Клімат Нзерекоре        | Клімат Нзерекоре | Клімат Нзерекоре | Клімат Нзерекоре | Клімат Нзерекоре | Клімат Нзерекоре | Клімат Нзерекоре | Клімат Нзерекоре | Клімат Нзерекоре | Клімат Нзерекоре | Клімат Нзерекоре | Клімат Нзерекоре | Клімат Нзерекоре | Клімат Нзерекоре |
| Показник                | Січ.             | Лют.             | Бер.             | Квіт.            | Трав.            | Черв.            | Лип.             | Серп.            | Вер.             | Жовт.            | Лист.            | Груд.            | Рік              |
| Абсолютний максимум, °C | 36               | 38               | 36               | 43               | 41               | 42               | 36               | 37               | 42               | 34               | 39               | 33               | 43               |
| Середній максимум, °C   | 28               | 30               | 30               | 28               | 28               | 27               | 25               | 25               | 26               | 27               | 28               | 28               | 27               |
| Середня температура, °C | 25               | 26               | 27               | 26               | 26               | 25               | 23               | 23               | 25               | 25               | 25               | 25               | 25               |
| Середній мінімум, °C    | 21               | 22               | 23               | 24               | 23               | 23               | 22               | 22               | 23               | 23               | 22               | 21               | 22               |
| Абсолютний мінімум, °C  | 11               | 13               | 15               | 18               | 18               | 15               | 17               | 17               | 18               | 18               | 15               | 12               | 11               |
| Днів з опадами          | 1                | 3                | 3                | 5                | 8                | 10               | 16               | 17               | 13               | 12               | 6                | 3                | 97               |
| ----------------------- | ---------------- | ---------------- | ---------------- | ---------------- | ---------------- | ---------------- | ---------------- | ---------------- | ---------------- | ---------------- | ---------------- | ---------------- | ---------------- |
| Джерело: Weatherbase    |                  |                  |                  |                  |                  |                  |                  |                  |                  |                  |                  |                  |                  |

## Історія
Нзерекоре був центром антифранцузького руху 1911 року. Місто значно виросло після Другої світової війни, ставши адміністративним і торговим центром. Місцеву економіку підтримало будівництво лісопильні й заводу з виробництва фанери.
Місто та прикордонні з Ліберією та Сьєрра-Леоне райони серйозно постраждали під час громадянської війни у 1990-их й на початку 2000-их років. Разом із біженцями населення міста нині оцінюється приблизно у 300 000 осіб.

## Населення
За даними 2013 року чисельність населення становила 295 545 осіб.
Динаміка чисельності населення за роками:
| 1982   | 1996    | 2013    |
| ------ | ------- | ------- |
| 55 356 | 107 329 | 295 545 |